# بات كروز
بات كروز (بالإنجليزية: Pat Kruse)‏ هو لاعب كرة قدم بريطاني في مركز قلب الدفاع، ولد في 30 نوفمبر 1953 في Biggleswade ‏ في المملكة المتحدة. لعب مع ليستر سيتي ونادي بارنت ونادي برينتفورد ونادي توركي يونايتد ونادي مانسفيلد تاون ونورثامبتون تاون.